# GOLGA1
GOLGA1‏ (Golgin A1) هوَ بروتين يُشَفر بواسطة جين GOLGA1 في الإنسان.